# Fos (Alto Garona)
Fos (em occitano:  Hòs) é uma comuna francesa na região administrativa da Occitânia, no departamento do Alto Garona. Estende-se por uma área de 18.17 km², com 233 habitantes, segundo o censo de 2018, com uma densidade de 13 hab/km².